# Renato D'Aiello

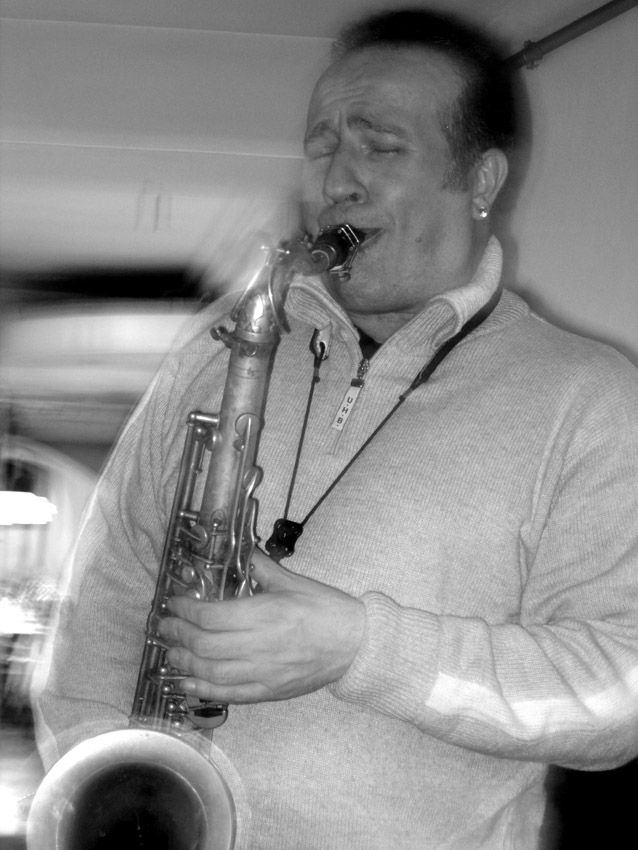
D'Aiello in 2006

Renato D'Aiello (Napels, 1959) is een Italiaanse jazz-saxofonist (tenorsaxofoon), die bop en popmuziek speelt.
D'Aiello studeerde vanaf 1979 saxofoon, onder andere bij Sal Nistico en Steve Grossman. Zijn professionele loopbaan begon hij in 1986/1987 in de bigband van Giovanni Tommaso, waarmee hij speelde op de Italiaanse televisie. Hierna studeerde hij (vanaf 1987) aan Berklee School of Music. Hij toerde met Tony Scott (1991) en speelde in Japan met Yoshida Masahiro. In 1996/1997 toerde hij in Europa met Art Farmer en Rachel Gould. Sinds 1999 woont en werkt hij in Londen. In 2000 nam hij een eerste cd op. Hij gaf vanaf 2003 saxofoonles aan Sherborne School in Dorset, sinds 2007 doet hij dat aan Goldsmiths Institute van de University of London.

## Discografie
- Like Someone in Love, 2000
- Introducing, Spotlite, 2001
- Sintetico (met Luca Riggio), 33 Jazz, 2007